# باسل شحادة
باسل شحادة (1984 - 2012 م) مخرج سينمائي ومهندس معلومات سوري، وأحد أبرز الناشطين في الثورة السورية منذُ بدايتها عام 2011 وحتى مقتله في العام التالي. كان من طلائع المشاركين في تنظيم المظاهرات السلمية في العاصمة دمشق، للتنديد بالقمع الذي رافق الثورات العربية، واعتُقلَ في مظاهرة المثقفين في حيِّ المَيدان، وكان من أبرز الموثقين لقصف قوات النظام السوري واجتياحاتها المتكرِّرة لمدينة حِمْص. قُتلَ جرَّاء قصف القوَّات النظامية لحيِّ الصفصافة الحمصي، ودُفن في مدينة حمص.

## ولادته وتحصيله
وُلد باسل في دمشق عام 1984 لأسرة نصرانية مثقفة، فوالده عبده شحادة مهندس ميكانيكي ومدرِّس في جامعة دمشق، ووالدته عائدة بوز مهندسة أيضًا، وله شقيقان: ماريا التي كانت تعمل في محطة (إم بي سي) الإخبارية، بينما كانَ علاء يدرسُ الطب في جامعة دمشق.
بعد إتمامه دراسته الثانوية، التحقَ باسل بكلية الهندسة المعلوماتية في جامعة دمشق عام 2001. تخرج من الكلية بدرجة إجازة في الهندسة المعلوماتية، قسم الذكاء الاصطناعي عام 2006. تابع بعدها دراسته لعلم الآثار وعمل مع إحدى منظمات الأمم المتحدة في دمشق.

## مسيرته المهنية
عُرفَ عن باسل شغفه بالإخراج والتصوير والموسيقى، وقام كهاوٍ بإخراج عدد من الأفلام القصيرة لعلَّ أهمها:
- هدية صباح السبت: فيلم قصير يوثق شهادات عدد من الأطفال عن فظاعة حرب لبنان 2006.[4]
- حمل العيد إلى المخيمات: فيلم قصير يوثق نشاط خيري شارك فيه باسل هدفه إدخال بهجة العيد إلى مخيمات النازحين بسبب الجفاف في سوريا.[5]
- مكابح: فيلم تسجيلي حصل في أيام سينما الواقع (دوكس بوكس) 2011 على منحة تمكين لأفضل مشروع فيلم تسجيلي سوري.[6]

حصلَ باسل شحادة على منحة لدراسة الإخراج السينمائي في الولايات المتحدة الأميركية، وغادر سوريا إلى الولايات المتحدة للالتحاق بالفصل الشتوي 2011 في جامعة سيراكيوز، بعد أن أُطلق سراحه إثر مظاهرة المثقفين في حي الميدان في دمشق. قام هناك بإخراج فيلم وثائقي جديد بعنوان «الغناء للحرية» بعد مقابلته لعددٍ من المفكرين الأمريكيين الذين يُؤيّدون المقاومة السلمية ضد الأنظمة الديكاتورية. قرَّرَ في أواخر عام 2011 أن يُوقف دراسته ويعود إلى سوريا ليُشارك بالعمل الثوري السلمي.
عُرف باسل بالرحالة كذلك فبعد قضائه عدة سنوات في ممارسة رياضة المشي الشعبي تعرَّف فيها على معظم مناطق بلاده من شمالها إلى جنوبها ومن شرقها إلى غربها، أجرى رحلة على دراجته الهوائية منطلقًا من دمشق إلى حلب وعائدًا منها إلى دمشق. وتعد رحلته على الدراجة النارية في العام التالي من أبرز مغامراته، حيث انطلق على دراجته «لينين» من دمشق عبورًا بتركيا، ثم إيران، فباكستان وصولًا إلى الهند.

## نشاطه الثقافي والسياسي
دعا باسل لاعتصامٍ أمام السفارة المصرية للتنديد بالقمع الذي يمارسه نظام مبارك ضد المتظاهرين المصريين،، وفُضّّ الاعتصام بالقوة من قبل أجهزة الأمن السورية. بعد اندلاع انتفاضة سوريا في أذار/مارس 2011، انخرطَ باسل في العديد من نشاطات الحراك السلمي، كما شاركَ في مظاهرة المثقفين في الميدان واعتُقلّ وتعرّض حينها للضرب، رغم معاناته من مرض السكري. شاركَ في مظاهرات في عدة مدن منها حماة قبل يومٍ واحدٍ من دخول الجيش بأول رمضان والزبداني ومضايا والرستن. شارك بالتنسيق لمظاهرة المثقفين بلبنان صيف 2011، وشارك أيضًا في مشروع نقود الحرية، كما قام بتصوير العديد من المظاهرات السلمية وبتوثيق اعتداءات الأمن عليها. تطوع أيضًا للعمل مراسلًا وشاهدًا لعددٍ من القنوات الإعلامية العالمية بعد عودته من الولايات المتحدة. استقرَّ شحادة في مدينة حمص بعد اشتداد العمليات العسكرية لقوات النظام على هذه المدينة، فبي فيها تقريبًا ثلاثة أشهر حتى وفاته. صوَّر خلال تلك الفترة عمليات القصف والاقتحام التي شنّها النظام وقام بتدريب العديد من مصوري حمص على المونتاج.
أنتجَ في حمص فيلمًا قصيرًا بعنوان «سأعبرُ غداً» يوثق الخطر الدائم الذي يهدد سكان المدينة أثناء عبورهم الشوارع بسبب القناصين الذين كان ينشرهم النظام السوري أثناء سيطرته على المدينة. من أهم المتدربين على أيدي باسل مخرج التقارير أحمد الأصم المعروف بأحمد أبو إبراهيم الذي صوَّر العديد من الفيديوهات وأخرج عددًا من التقارير. كان باسل من أبرز دعاة السلمية واللاعنف، قبل أن يُفارق الحياة في قصفٍ للنظام السوري على المكان الذي كان يعيشُ فيه.

## وفاته
أُصيبَ باسل مع مجموعةٍ من الناشطين إثر قصف قوَّات النظام حيَّ الصفافة في حِمْص التابع لحي باب السباع، وفارقَ الحياة متأثرًا بجراحه مع زميله أحمد الأصم، ودُفن في حمص كما أوصى في 28 مايو (أيَّار) 2012. منعت قوات النظام أصدقاء باسل في دمشق من التوجُّه للصلاة في الكنيسة أثناء تشييعه، وحاصرت منزله في دمشق.
أصدرت جامعة سيراكوس بيانًا يستنكر مقتلَ باسل ويعزِّي أهله وأصدقاءه بفقيدهم. وعلَّق المفكِّر الأمريكي الشهير نعوم تشومسكي على مقتل باسل بالقول: